# Яковлев, Павел Кузьмич
Па́вел Кузьми́ч Я́ковлев (16 января 1958, Улан-Удэ) — советский легкоатлет, участник Олимпийских игр. Заслуженный мастер спорта.

## Карьера
На московской Олимпиаде Павел Яковлев не смог пройти дальше предварительного раунда.
Серебряный призёр чемпионата СССР 1985 года.
Вместе с Анатолием Калуцким, Анатолием Легедой и Игорем Лоторевым 4 августа 1985 года установил рекорд СССР в эстафете 4×1500 метров.